# Азербайджано-армянская граница

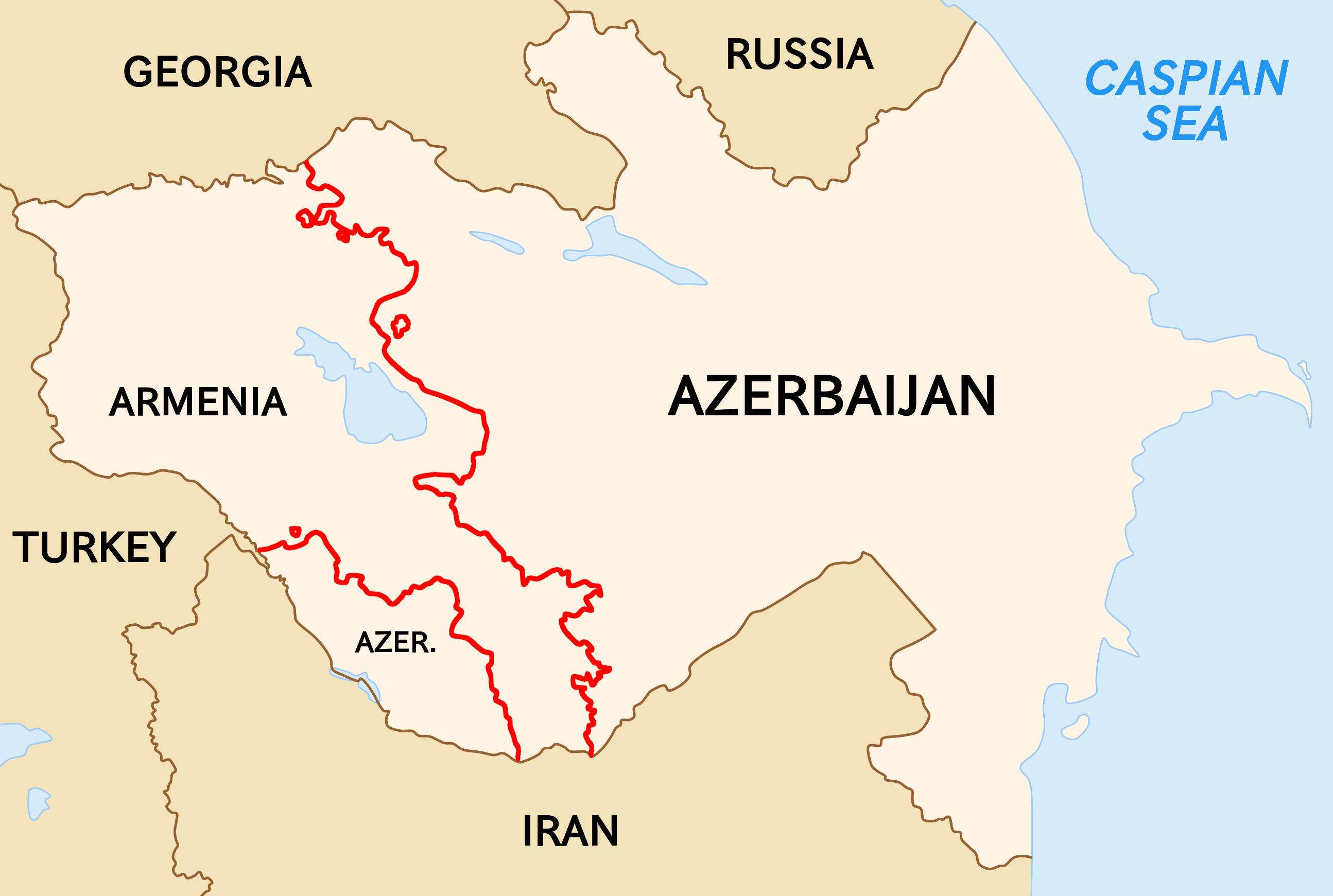
Азербайджано-армянская государственная граница, отмеченная красным цветом

Азербайджано-армянская граница (азерб. Azərbaycan–Ermənistan sərhədi, арм. Հայ–ադրբեջանական սահման) — государственная граница между Азербайджаном и Арменией. Оценки её протяжённости варьируют от 996 до 1007,1 км (последняя соответствует официальным данным Азербайджана).
Делимитация азербайджано-армянской границы после распада СССР не проводилась; фактическая граница примерно соответствует границе между бывшими Армянской ССР и Азербайджанской ССР и состоит из двух основных участков: границы между Арменией и нахичеванским эксклавом Азербайджана на западе и более протяжённого участка между Арменией и «материковым» Азербайджаном на востоке. Де-юре с советского времени по обе стороны границы имеется ряд анклавов, но де-факто ныне они не существуют.
Как западный нахичеванский участок границы, так и северная часть восточного участка границы со времени Карабахского конфликта конца 1980-х — начала 1990-х годов представляют собой линию фактического контроля, которая проходит вблизи прежней границы Азербайджанской и Армянской ССР, однако на большей части не совпадает с нею. Южная часть восточного участка границы в период с начала 1990-х годов до конца осени 2020 года была полностью под армянским контролем (с азербайджанской стороны прилегающая к границе территория контролировалась самопровозглашённой Нагорно-Карабахской Республикой). Под контролем НКР находилась не только бо́льшая часть бывшей НКАО, но и 7 прилегающих к ней административных районов Азербайджана. В результате Второй карабахской войны Азербайджан восстановил контроль над бо́льшей частью ранее оккупированных территорий. На оставшуюся часть по условиям соглашения от 10 ноября 2020 года были введены российские миротворцы. Под контроль миротворцев также перешёл Лачинский коридор, обеспечивающий связь Нагорного Карабаха с Арменией. А с 2023 года Лачинский коридор и вся территория бывшего НКАО полностью перешла под контроль юрисдикции Азербайджана. 

## География

### Западный (нахичеванский) участок

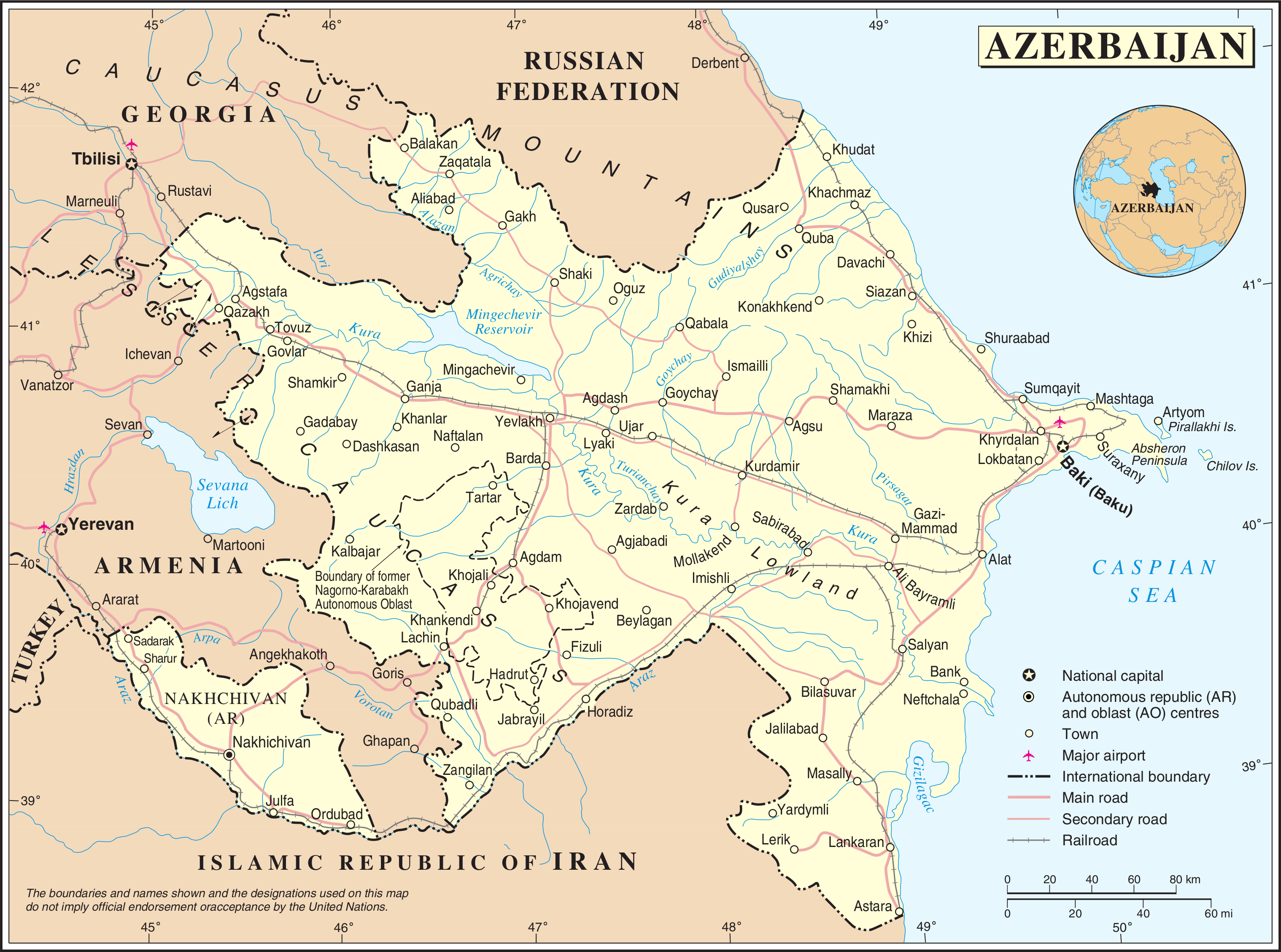
Карта Азербайджана с отображением официальной азербайджано-армянской границы

Западный (нахичеванский) участок азербайджано-армянской границы начинается на севере с пограничного стыка с Турцией на реке Аракс и тянется в юго-восточном направлении вдоль различных горных хребтов, таких как Зангезурский, вплоть до западного пограничного стыка с Ираном, также на реке Аракс. Чуть севернее этого участка расположен азербайджанский анклав Кярки (Тигранашен) площадью 19 км², который, однако, с мая 1992 года контролируется Арменией и включён в состав Араратской области.

### Восточный участок

#### Де-юре

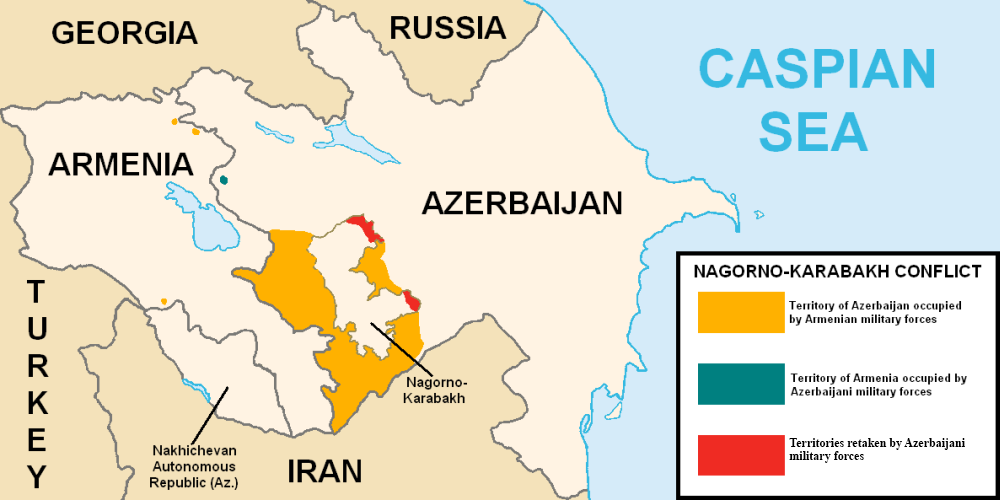
Карта с фактической линией разделения сторон по состоянию на 26 сентября 2020 года. Армянские формирования контролировали большую часть Нагорного Карабаха и почти 9 % территории Азербайджана за пределами бывшей НКАО, в то время как азербайджанская армия контролировала Шаумяновский и восточные части Мардакертского и Мартунинского районов, на которые претендовала НКР.

Восточный участок азербайджано-армянской границы начинается на севере с пограничного стыка с Грузией и проходит в основном в юго-восточном направлении, зигзагообразно огибая реку Воскепар, пересекая часть Джогазского водохранилища в устье Воскепара и касаясь западной оконечности Аббасбейлинского водохранилища. Далее он образует широкую вогнутую дугу, проходящую вдоль хребта Хндзорут и на юг к хребту Миапор. Затем граница тянется параллельно восточному берегу озера Севан вдоль Севанского хребта, проходит на юг вдоль Восточно-Севанского хребта, а затем на запад вдоль хребта Варденис, прежде чем резко повернуть на восток, образуя таким образом азербайджанский выступ, охватывающий озеро Большой Алагёль. Затем граница движется на юг, пересекая озеро Айлах-Лич и государственный заповедник Сев-Лич, заканчиваясь в пограничном стыке с Ираном на реке Аракс. Весь участок границы проходит преимущественно по горной местности, на высотах в среднем от 600 до 3400 метров.
Кроме того, на северном участке пограничной зоны есть четыре анклава — один армянский (Арцвашен/Башкенд) и три азербайджанских (Софулу, Юхары Аскипара/Верин Воскепар и Бархударлы). В ходе Карабахской войны все четыре анклава были оккупированы противоположными сторонами и де-факто прекратили своё существование, хотя часто показываются на официальных картах Армении и Азербайджана.

#### Де-факто
До осени 2020 года фактическая азербайджано-армянская граница соответствовала официальной на участке от пограничного стыка с Грузией до горы Гиналдаг. Отсюда начиналась «линия соприкосновения», представлявшая фактическую азербайджано-армянскую границу. Она проходила в восточном направлении вдоль гор Муровдаг, поворачивала на юго-восток у села Талыш и продолжалась до границы с Ираном на реке Аракс. Территория к западу от этой линии контролировалась самопровозглашённой Нагорно-Карабахской Республикой. Южный участок официальной азербайджано-армянской границы являлся границей между Арменией и НКР. НКР контролировала большую часть территории бывшей Нагорно-Карабахской автономной области в составе Азербайджана (за исключением некоторых небольших участков на её северной и восточной окраинах), а также значительную часть прилегающей азербайджанской территории.
В результате боевых действий осени 2020 года граничащие с Арменией территории Зангеланского и Губадлинского районов Азербайджана, а на основании трёхстороннего соглашения также территории Лачинского и Кельбаджарского районов перешли под контроль Азербайджана. Лишь участок в Лачинском районе шириной 5 км по условиям соглашения был взят под контроль российскими миротворческими силами. После этого начался процесс демаркации армяно-азербайджанской границы. В частности, вооружённые силы Азербайджана установили контроль над участком дороги, ведущей из Гориса в Воротан, участком дороги, ведущей из Капана в село Агарак, и частью села Шурнух, относящимися к Зангеланскому и Губадлинскому районам Азербайджана. Этот процесс вызвал недовольство жителей приграничных населённых пунктов Сюникской области Армении, считающих, что размещение новых постов азербайджанской армии угрожает их безопасности. Жители стали устраивать акции протеста и блокировать улицы. Объясняя процессы, происходящие на сюникском участке границы с Азербайджаном, премьер-министр Армении Никол Пашинян заявил, что Армения возвращается к международно признанным границам.

## История

### До начала XX века
В течение XIX века между Османской империей, Персией и Российской империей, осуществлявшей экспансию на юг, шла борьба за господство в Закавказье. По итогам Русско-персидской войны (1804—1813) и последовавшего за ней Гюлистанского мирного договора Россия приобрела большую часть территории нынешнего Азербайджана и часть нынешней армянской Сюникской провинции, известной в истории как Зангезур). После Русско-персидской войны (1826—1828) и последовавшего за ним Туркманчайского договора Персия была вынуждена уступить России Нахичеванское и Эриванское ханства.
К началу XX века российское Закавказье в административном плане состояло из Эриванской, Тифлисской, Бакинской и Елизаветпольской губернии, а также Закатальского округа. Межэтнические отношения в районах со смешанным населением зачастую были крайне напряжёнными. Так, в 1905—1907 годах произошла вспышка этнического насилия (см. Армяно-татарская резня (1905—1906)), приведшая к тысячам жертв с обеих сторон.
После Октябрьской революции 1917 года Закавказский сейм в начале 1918 года провозгласил самостоятельную Закавказскую демократическую федеративную республику, которая уже в мае распалась на три национальных государства (Грузинская демократическая республика, Республика Армения и Азербайджанская демократическая республика). Каждое из них претендовало на суверенитет над территориями со смешанным населением. В 1918 году между Арменией и Азербайджаном вспыхнула война, в ходе которой стороны попытались обеспечить себе контроль над спорными территориями Нахичевани, Зангезура и Нагорного Карабаха.

### В советский период (1921—1991)

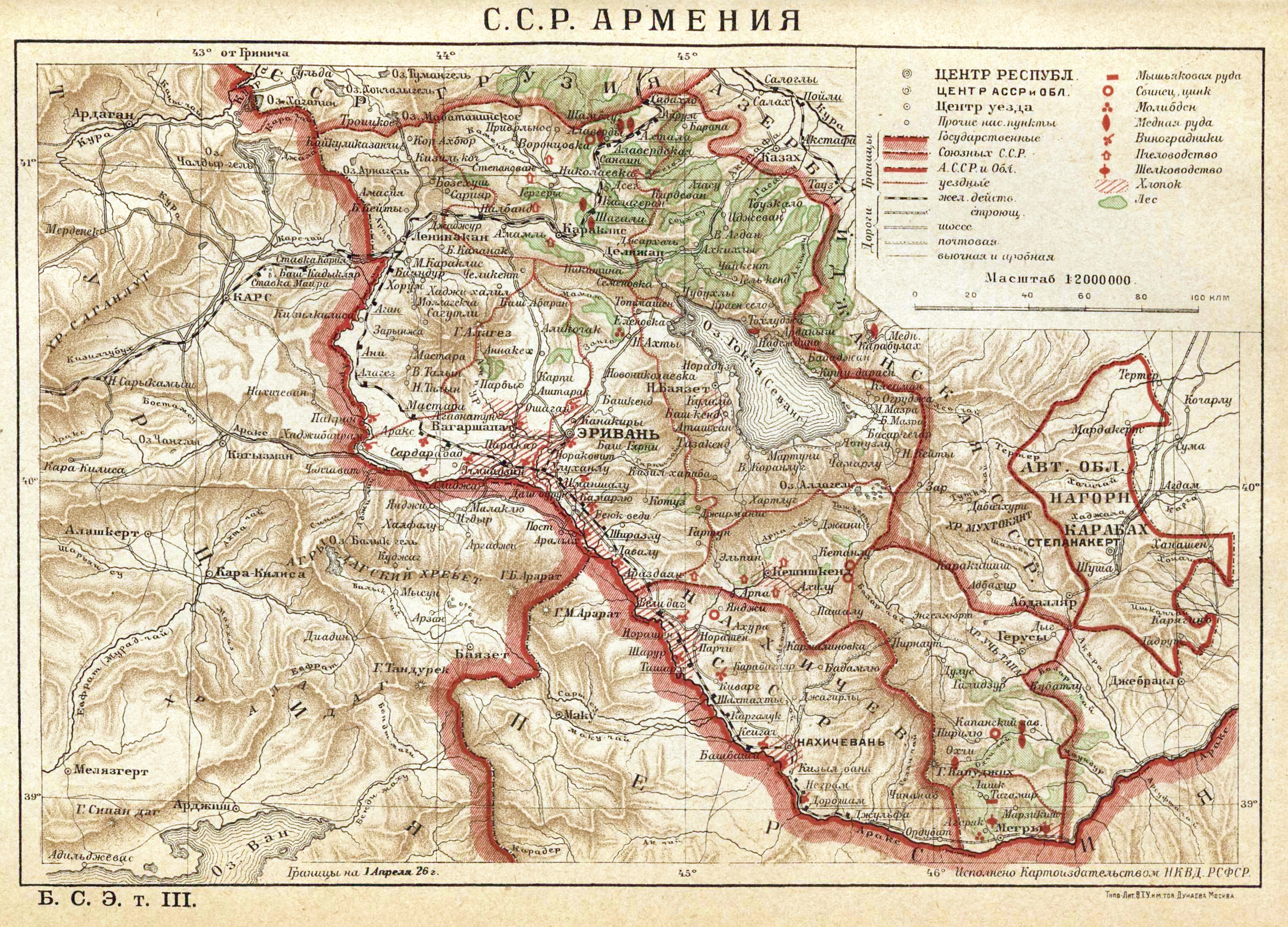
Карта Армянской ССР и НКАО, БСЭ, 1926 год, т. III.

В апреле 1920 года советская Красная армия вторглась в Азербайджан и Армению, положив конец независимости обеих стран, а затем в феврале-марте 1921 года — в Грузию. Однако боевые действия продолжались в Зангезуре, где армянские силы провозгласили Республику Горная Армения и продолжали сражаться против большевиков вплоть до своего поражения в июле 1921 года. Кавбюро было поручено провести границы между тремя бывшими независимыми республиками Кавказа. Армянский контроль над Зангезуром был подтверждён в конце 1920 года. В марте 1921 года Нахичевань, несмотря на то, что ранее она была обещана Армении, был отдана Азербайджану, отчасти по настоянию Турецкой Республики согласно Московскому договору. 3 июня 1921 года Кавбюро приняло решение о включении Нагорного Карабаха в состав Армении, однако споры между армянскими и азербайджанскими делегатами по этому вопросу продолжались. 4 июля состоялось заключительное заседание Кавбюро по урегулированию этого вопроса, на котором было подтверждено ранее принятое решение о включении Нагорного Карабаха в состав Армении. Однако на следующий день это решение было отменено, и Нагорный Карабах был оставлен в составе Азербайджана при условии предоставления первому статуса автономной области. Точные причины внезапной перемены решения остаются неясными: некоторые исследователи считают, что на это повлиял Иосиф Сталин, тогда как другие (например, историк Арсен Сапаров) указывают на то обстоятельство, что итоговое заседание совпало по времени с победой советских войск в Зангезуре и поражением Республики Горная Армения, после которой азербайджанцы смогли более настойчиво выдвигать свои требования, а у советских властей не было особого стимула умиротворять армянскую сторону.

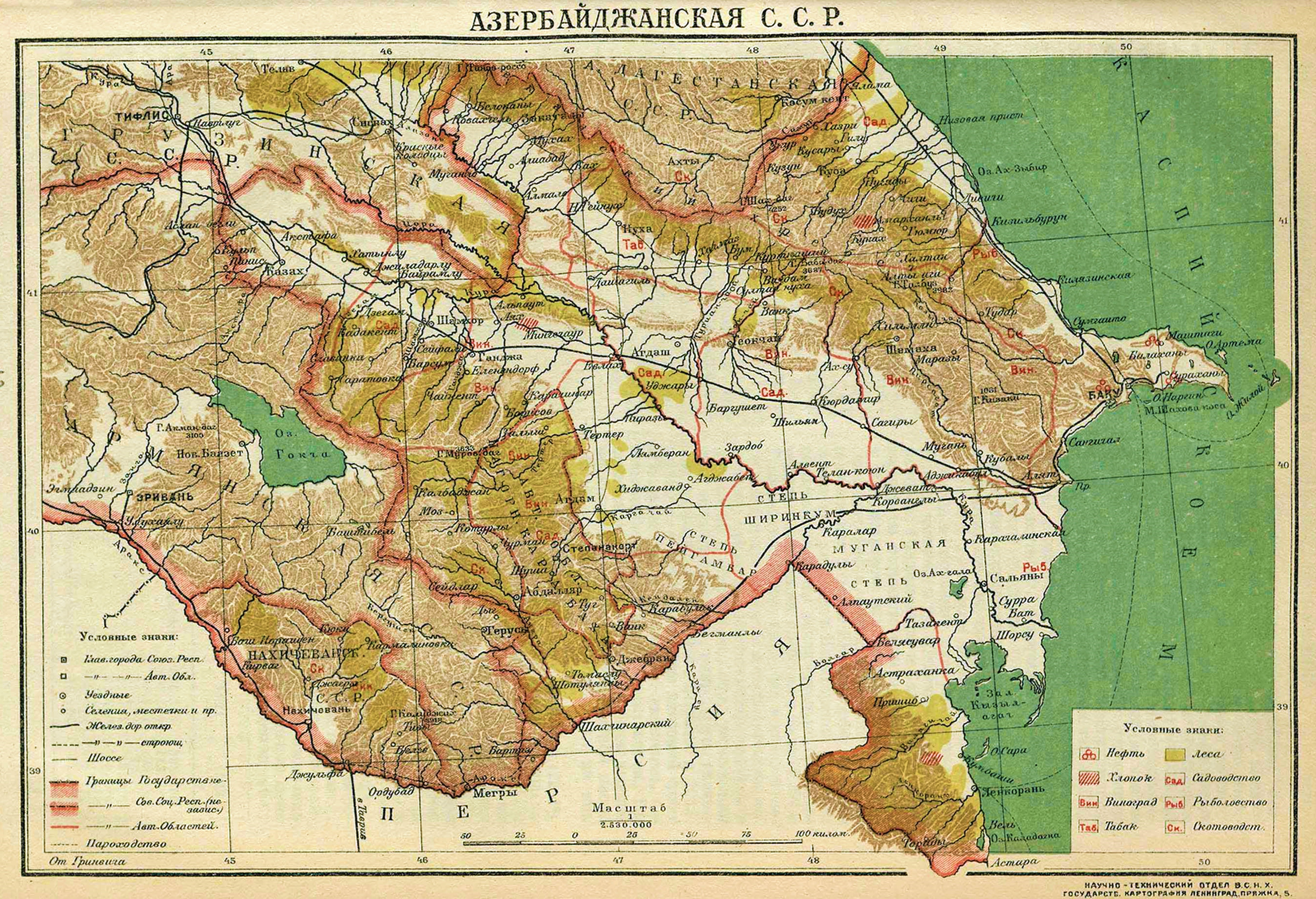
Карта Азербайджанской ССР, БСЭ, 1926 год, т. I.

В 1922 году все три бывших государства были объединены в Закавказскую СФСР, входившую в состав СССР, прежде чем быть вновь разделёнными в 1936 году. В 1923—1929 годах полоса земли в Азербайджане между Нагорным Карабахом и Арменией была организована как Курдистанский уезд, в просторечии известный как Красный Курдистан, позже переименованный в Курдистанский округ, а затем и ликвидированный в 1930 году.
Азербайджанские власти крайне неохотно работали над предоставлением Нагорному Карабаху автономного статуса, впоследствии затянув этот процесс. Кроме того, они выдвинули предложение по созданию большой Карабахской области, которая охватывала бы как низменные, так и высокогорные районы, что в свою очередь привело бы к размыванию армянского большинства в высокогорных районах. Армяне подняли вопрос о медленном прогрессе в вопросе формирования автономии перед советскими властями, которые, в ответ, оказали давление на азербайджанцев, чтобы те активнее занялись созданием автономной области. 7 июля 1923 года власти Азербайджана объявили о создании Нагорно-Карабахской автономной области (НКАО). Первоначальная её граница была определена в июле 1923 года, с поправками, внесёнными позднее в том же месяце, касавшихся включения Шуши и Хонашена (Мартуни) в состав НКАО. Решение этого вопроса затянулось на год, а окончательное определение границ НКАО было опубликовано только 26 ноября 1924 года. Объявленная таким образом граница не была официальной демаркационной линией по существу, но скорее представляла собой обозначение 201 деревни, которые должны были быть включены в состав НКАО. Затем граница была вновь изменена в 1925 году, со включением ещё некоторого количества селений в НКАО. Возникшая таким образом граница частично базировалась на географических и ранее существовавших административных контурах, но преимущественно основывалась на этнографических факторах.

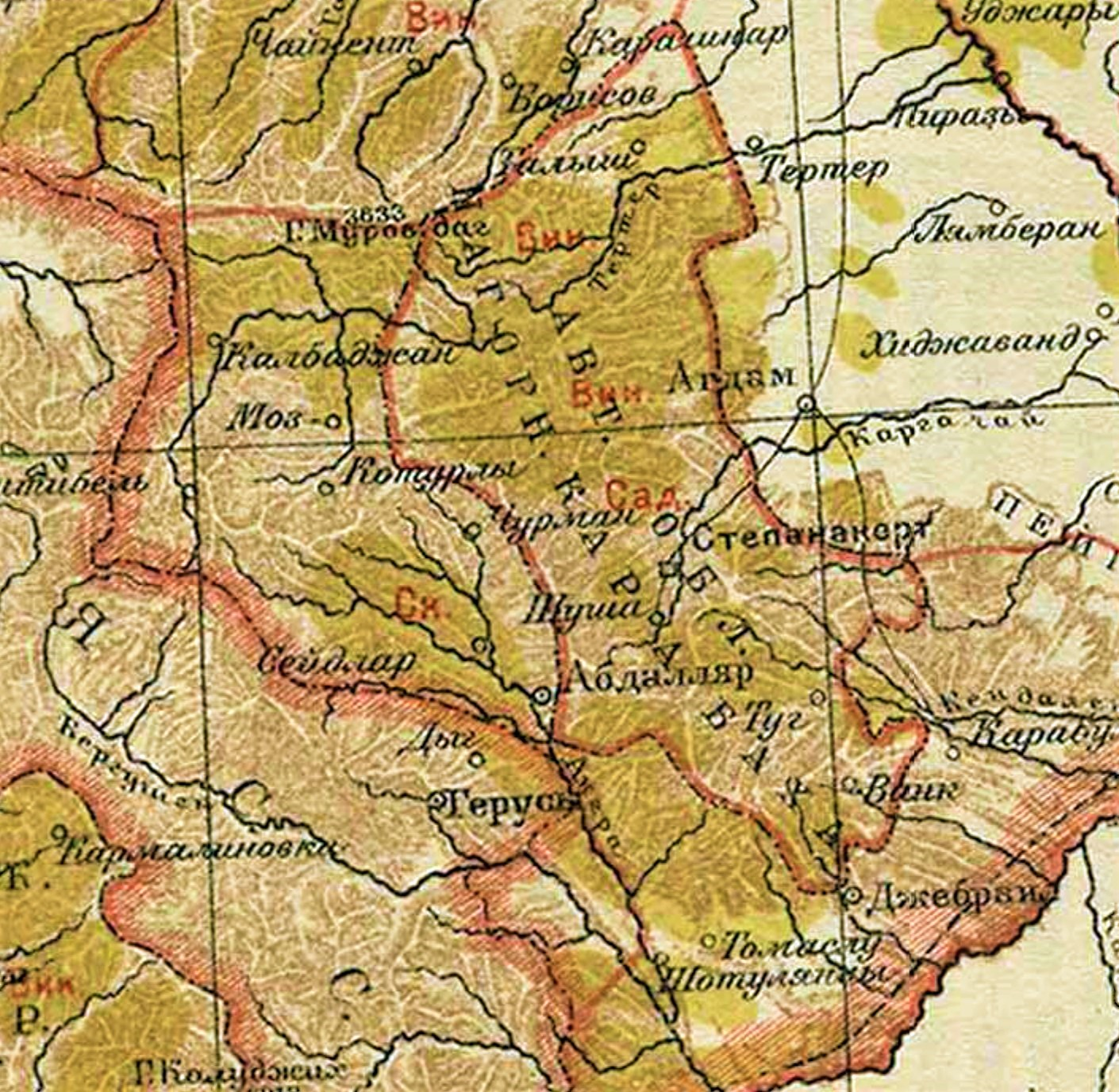
Карта из БСЭ (опубликована в 1926 г.). С. Корнелл отмечает, что границы НКАО и Армянская ССР на этой карте соприкасаются в одной точке. В то же время ряд авторов (например, Рональд Григор Суни, Роберт Хьюсен, Томас де Ваал и т. д.) придерживается мнения, что НКАО не имела общей границы с Арменией

Британский историк Сванте Корнелл пишет, что на карте, которая была опубликована в первом выпуске Большой Советской Энциклопедии в 1926 году, территория НКАО в одной точке соприкасалась с территорией Армянской ССР, однако, как отмечает автор, впоследствии одно из произведённых изменений границы НКАО отрезало регион от Армянской ССР, и к 1930 году карты были изменены соответствующим образом, оставляя Лачинский коридор на суверенной азербайджанской территории и отделяя НКАО от собственно Армении.

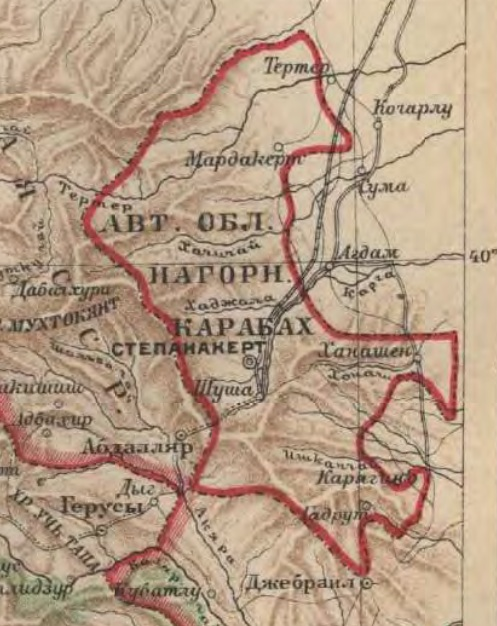
Карта из БСЭ (опубликована в 1926 г.), на которой НКАО и Армянская ССР не соприкасаются

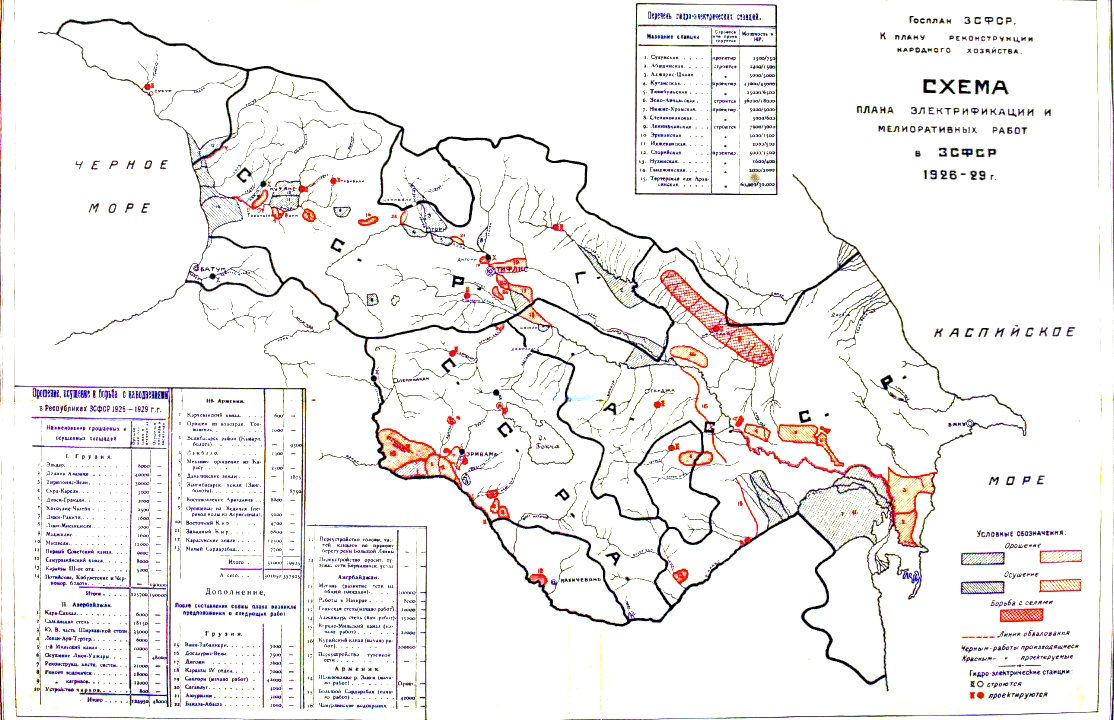
Официальная схема плана электрификации и мелиоративных работ в ЗСФСР на 1926-29 гг., план реконструкции народного хозяйства. «Госплан ЗСФСР» 1922—1926 гг.

Ряд авторов (например, Рональд Григор Суни, Роберт Хьюсен, Томас де Ваал и т. д.) придерживается мнения, что образованная в 1923 году Нагорно-Карабахская автономная область не имела общей границы с Арменией. Как пишет журналист и специалист по Кавказу Томас де Ваал, на карте границы созданной автономной области подходили близко к границам Армении, но не касались их — между ними лежал Лачинский регион Азербайджана.
Помимо точки зрения на отсутствие границы между автономией и соседней союзной республикой, исследователи не обходят своим вниманием расположение между ними иной административно-территориальной единицы — Курдистанского уезда. Это уезд, просуществовавший с 1923 по 1929 годы, включал нынешние Кельбаджарский, Лачинский и Кубатлинский районы. Согласно приказу АзЦИКа от 6 августа 1923 года об образовании трёх новых уездов, Курдистанский уезд имел беспрерывную границу с НКАО с востока. Роберт Хьюсен указывает, что Курдистанский уезд заполнял территориальное пространство между Нагорным Карабахом и Арменией, Дэвид Макдональд, что курдская территория была зажата между Арменией и Нагорно-Карабахской автономной областью. По мнению философа и политолога Артура Цуциева, НКАО имело анклавное положение, между автономной областью и Арменией был создан Курдистанский уезд, но, вероятно, на начальном проекте предполагалась стыковка границ двух частей курдского Зангезура между Арменией и НКАО. Американский исследователь, эксперт по Кавказу Харун Йылмаз отмечает, что район проживания курдов, где и был образован Курдистанский уезд, располагался в западной оконечности Нагорно-Карабахского региона Азербайджана, а граница между Азербайджанской и Армянской ССР проходила по восточной части Зангезурского хребта и западнее НКАО. Согласно американскому дипломату Филиппу Ремлеру, в соответствии с советской идеологией права курдов на этнические границы были бы нарушены при включении территорий их проживания, Лачина и Кельбаджара, в состав НКАО или Армянской ССР.
В 1928 году Наркомат внутренних дел (НКВД) СССР выпустил Атлас СССР, который отражал положение границ, сложившееся к концу 1926 года. В состав атласа входили не только карты, но и текстовые справки. В информационном комментарии, посвящённом Автономной Области Нагорного Карабаха (АОНК), было указано, что «границы Области со всех сторон представляют различные местности, входящие в состав Азербайджанской ССР».

### Постсоветский период
Граница между Азербайджанской и Армянской ССР стала государственной границей в 1991 году после распада СССР и провозглашения независимости Арменией, Азербайджаном и Нагорным Карабахом в том же году. Азербайджан не признал независимость последнего, что привело к полномасштабной войне с Арменией. Она закончилась победой армянской стороны и прекращением огня в мае 1994 года. Под контролем Армении осталась большая часть Нагорного Карабаха, организованная как Нагорно-Карабахская Республика, и значительная часть собственно Азербайджана, включая стратегически важный Лачинский коридор. Осенью 2020 года в результате боевых действий Азербайджан восстановил контроль над оккупированными территориями и частью бывшей НКАО, а в Лачинском коридоре разместились российские миротворцы. Современная азербайджано-армянская граница в целом соответствует официальной границе советской эпохи. Отношения между двумя странами остаются крайне напряжёнными, и вдоль границы неоднократно вспыхивали боевые действия, наиболее крупные: в Мардакерте (2008), возле села Чайлы и в Мардакертском районе в 2010, столкновения на границе (2012), в Физулинском районе (2014), столкновения в Нагорном Карабахе (2016), 2018, Вторая карабахская война (2020) и столкновения на границе в 2022.

## Пограничные переходы

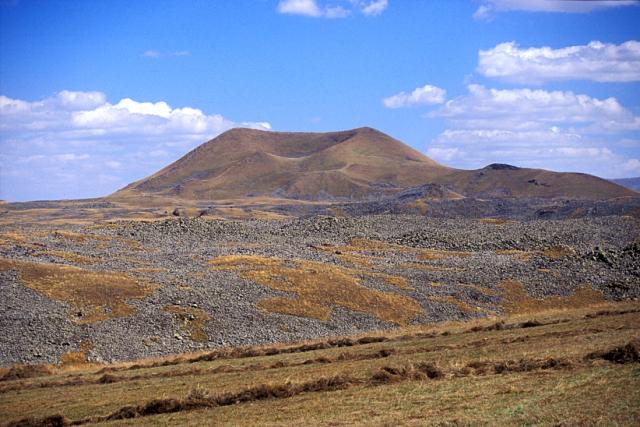
Лавовое поле вулкана Порак (в Азербайджане он известен как Ахарбахар) на азербайджано-армянской границе

Фактическая азербайджано-армянская граница закрыта, её район сильно милитаризован, а линия соприкосновения представляет наиболее опасный её участок и подвержена вспышкам насилия. Граница Армении с территориями, находившимися под контролем НКР, до ноября 2020 года была открыта для пересечения, в пограничном переходе Тех—Бердадзор существовал пункт пропуска. Азербайджан рассматривал любое несанкционированное пересечение своей границы как незаконный въезд на свою территорию и отказывал во въезде в Азербайджан тем, чьи паспорта свидетельствовали о том, что они её пересекали.
В настоящее время из Армении в Нагорный Карабах можно проехать только через Лачинский коридор, контролируемый российскими миротворцами на основании договорённостей о прекращении огня в Нагорном Карабахе от 10 ноября 2020 года.
23 апреля 2023 года подразделениями Государственной пограничной службы Азербайджанской Республики, вопреки трёхстороннему заявлению от ноября 2020 года, в начале дороги Лачын-Степанакерт (Ханкенди) установлен пограничный пункт пропуска.

## Делимитация границы
23 апреля 2024 года после восьмой встречи комиссий двух стран по делимитации границы между Арменией и Азербайджаном впервые начался процесс делимитации границы. Процесс начался на территории вокруг четырёх азербайджанских деревень (Баганис-Айрум, Ашагы-Аскипара, Хейримли и Кызылгаджылы) близ границы, которые несколько дней назад до этого Армения согласилась вернуть Азербайджану. Армения начала разминирование территории на этом участке и вернула сёла под контроль Азербайджана.
19 апреля в Армении начались акции протеста против делимитации армяно-азербайджанской границы. 25 апреля жители села Киранц Тавушской области, заблокировавшие межгосударственную автотрассу, проходящую от грузино-армянской границы до города Ванадзор, в знак протеста установили круглосуточное дежурство на этой трассе. Противниками делимитации были также заблокированы несколько улиц в Ереване.
По словам старшего научного сотрудника Института географии РАН, доктора географических наук Алексея Гуня, процесс по делимитации армяно-азербайджанской границы нельзя назвать «сдачей территорий», так как за основу берутся советские карты, представляющие в данном случае «единственно легитимные данные, где должна пролегать граница».
29 апреля 2024 в правительствах Азербайджана и Армении сообщили, что больше половины работ по уточнению координат на азербайджано-армянской границе выполнено, там установлено 35 пограничных столбов.
В общей сложности в 2024 году стороны провели делимитацию и демаркацию участка границы протяженностью около 13 км.
16 января 2025 года на границе между двумя государствами состоялась одиннадцатая встреча Государственной комиссии по делимитации государственной границы между Азербайджанской Республикой и Республикой Армения и Комиссии по вопросам делимитации государственной границы и пограничной безопасности между Республикой Армения и Азербайджанской Республикой, на которой стороны  пришли к согласию начать комплекс работ по делимитации государственной границы с северного участка - с района точки стыка границ с Грузией и далее в южном направлении - с севера на юг, до границы с Ираном.

### Комментарии
1. ↑  Как следует из редакционного комментария, Атлас СССР планировалось выпустить в свет ещё по Постановлению Президиума ЦИК СССР от 10 октября 1923 года, однако в последовавший период в административном устройстве СССР происходили столь масштабные изменения, что издание атласа затянулось, и в конце концов было принято решение ограничиться территориальными изменениями, имевшими место до 1 января 1927 года.